# Layrac
Layrac é uma comuna francesa na região administrativa da Nova Aquitânia, no departamento Lot-et-Garonne. Estende-se por uma área de 38,24 km². Em 2010 a comuna tinha 3 690 habitantes (densidade: 96,5 hab./km²).